# Mario Tadini
Mario Tadini, italijanski dirkač, * 1905, Bologna, Italija, † avgust 1983, Italija.
Mario Tadini se je rodil leta 1905 v Bologni. Bil je lastnik verige trgovin z obleko v Bologni, eden najboljših dirkačev gorskih dirk in eden od ustanoviteljev moštva Scuderia Ferrari, v katerem je dirkal veliko večino svoje dirkaške kariere. Na dirkah za Veliko nagrado je debitiral v sezoni 1929, ko je za moštvo Officine Meccaniche nastopil na dirki za Veliko nagrado Tre Province, kjer je z dirkalnikom OM 665 osvojil tretje mesto. V sezoni 1930 je nastopil na treh dirkah, najboljši rezultat pa dosegel ponovno na dirki za Veliko nagrado Tre Province, kjer je bil tokrat z dirkalnikom Alfa Romeo 6C moštva Alfa Corse drugi. V sezoni 1932 je zmagal na gorski dirki Chieti Hillclimb z dirkalnikom Alfa Romeo 8C že za moštvo Scuderia Ferrari. Po nekaj zaporednih odstopih se je na stopničke ponovno uvrstil na dirki za Veliko nagrado Alessandrie v sezoni 1934 z dirkalnikom Alfa Romeo P3, s katerim je v tej sezoni dosegel še drugo mesto na dirki Targa Abruzzi in tretji mesti na dirkah za Veliko nagrado Modene in Veliko nagrado Neaplja. Serijo dobrih rezultatov je nadaljeval tudi v sezoni 1935, ki jo je začel z drugim mestom na dirkah Mille Miglia in Veliki nagradi Modene, na dirki Coppa Edda Ciano pa uspel zmagati. Zmago je na dirki Coppa Edda Ciano ubranil tudi v sezoni 1936, ko je dosegel še drugo mesto na dirki za Veliko nagrado Modene. Po sezoni 1937, v kateri je edini vidnejši rezultat dosegel z drugim mestom na dirki za Veliko nagrado Superbe, se je upokojil kot dirkač. Po drugi svetovni vojni se je poskušal vrniti, nastopil na nekaj dirkah Formule 2, na katerih je dosegel tudi tri tretja mesta, toda po sezoni 1950 se je dokončno upokojil. Umrl je leta 1983.